# Move Until We Fly
Move Until We Fly è il terzo album in studio del cantautore britannico Nick Kamen, pubblicato dall'etichetta discografica Atlantic Records nel 1990.
Registrato interamente nel Regno Unito grazie ad un team di produttori e musicisti a lui vicini quali Mazda, Guyrey, Paxman e Muggleton, l'album ha sonorità molto più mature rispetto ai precedenti, già udibili in I Promised Myself, singolo che ne precede l'uscita. 
A tratti malinconico (lo si nota soprattutto in brani come Take Back My Hand Child, Agony and Ecstasy e You Are) e parecchio introspettivo, come nella title track, questo lavoro mette in chiaro risalto un altro aspetto dell'interprete, quello più profondo ed intimo,  lontano dalle contaminazioni tipiche del pop spensierato che avrebbe fatto da apripista alle boyband.
Gli altri singoli estratti sono Oh How Happy, Looking Good Diving e Agony and Ecstasy  (quest'ultimo nel video rivede la compagna di allora, la modella Tatiana Patiz, già presente nel video del singolo Tell Me).
Nonostante la matrice squisitamente londinese, Move Until We Fly riscosse sicuramente più attenzione in Europa che nel natio Regno Unito posizionandosi piuttosto bene nelle classifiche svedesi, tedesche, spagnole, svizzere, olandesi ma soprattutto in quella italiana.
Il singolo I Promised Myself si trasforma negli anni a seguire in un vero e proprio evergreen venendo più volte reinterpretato da molti artisti, ed è ancora oggi trasmesso nelle radio di tutta Europa.

## Tracce
1. I Promised Myself
2. Oh How Happy
3. Looking Good Diving
4. Somebody's Arms to Hold Me
5. Um Um Um Um Um Um
6. Take Back My Hand Child
7. We Can Make It
8. Agony and Ecstasy
9. You Are
10. I Want More
11. Move Until We Fly